# Сонечка (фільм)
Сонечка (англ. Ladybugs) — американська комедія 1992 року.

## Сюжет
Сподіваючись на отримання довгоочікуваного підвищення по службі, Честер Лі береться тренувати футбольну команду під грайливою назвою «Сонечка», яку спонсорує його компанія і яка цілком складається з тринадцатирічних дівчаток. Спочатку справи йдуть гірше нікуди, вони програють всім підряд. І кар'єра Честера висить на волосині, але йому приходить в голову геніальне рішення. Він умовляє сина своєї коханої переодягнутися в дівчинку, і грати за його команду. З урахуванням цієї обставини, спортивні перемоги не змусили себе чекати. Та так, що вони завдяки голам переодягненого хлопчика доходять до фіналу.

## У ролях
- Родні Дейнджерфілд — Честер Лі
- Джонатан Брендіс — Метью, Марта
- Ілен Графф — Бесс
- Вінесса Шоу — Кімберлі Маллен
- Том Паркс — Дейв Маллен
- Жанетта Арнетт — Глінніс Маллен
- ЛаКрістал Кук — Ненсі Лерімер
- Дженніфер Френсіс Лі — Кармеліта Чу
- Ванесса Моніка Россель — Тіна Велес
- Джона Стюарт-Боуден — Саллі Енн Велфелт
- Джанді Свенсон — Пенні Пестер
- Валентіно — Кеті Хепі
- Ненсі Парсонс — тренер Енні
- Блейк Кларк — тренер Булл
- Томмі Ласорда — тренер Каннолі